# Sumida-gawa
Le fleuve Sumida (隅田川, Sumida-gawa) est un cours d'eau du Japon qui traverse le nord-est de Tokyo.
Long de 23,5 km, il est un défluent du fleuve Ara  et son embouchure est la baie de Tokyo.
Un des 23 arrondissements spéciaux de Tokyo porte son nom : Sumida-ku.
La tour Tokyo Skytree se situe au bord de ce fleuve.

## Les ponts
Le fleuve Sumida s’étire sur vingt-sept kilomètres. Il y a vingt-six ponts (橋) sur ce fleuve, soit presque un pont par kilomètre. Parmi eux, les principaux sont :

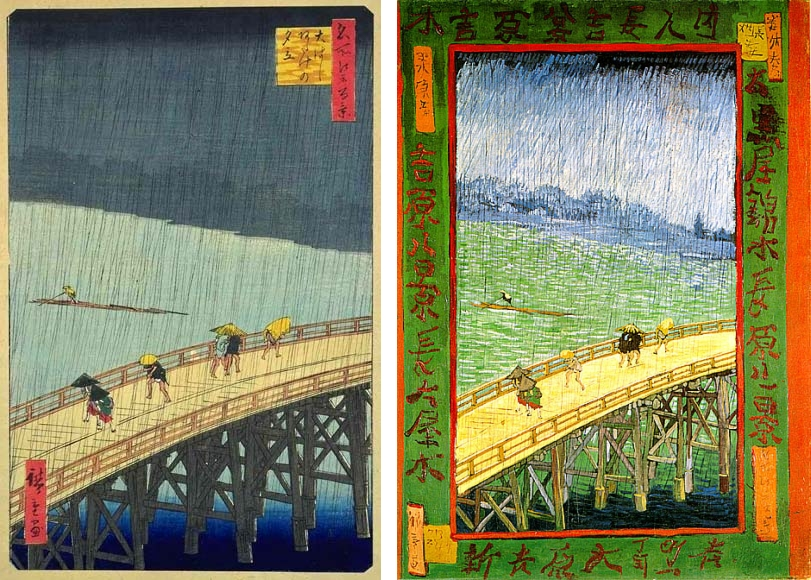
À gauche : Hiroshige, Le Pont Ōhashi et Atake sous une averse soudaine (1857)
À droite : Van Gogh, Japonaiserie. Pont sous la pluie (1888).

- le Senju Ohashi-bashi, datant de 1921. Il remplace le premier pont construit en 1594, et qui a longtemps été le seul et unique pont de la rivière ;
- le Sakura-bashi, datant de 1985 ;
- le Kototoi-bashi, datant de 1928. Il a été reconstruit à l’emplacement du pont reliant deux temples : le Mimeguri-Jinja et le Matsuchiyama-shoden ;
- l'Azuma-bashi, datant de 1931. Il remplace le pont construit en 1774. Il est le pont le plus proche de la gare d'Asakusa et de la porte Kaminarimon ;
- le Komagata-bashi, datant de 1927. Le pont tire son nom du temple Matsugata, dédié à Bato-Kanon ;
- l'Umaya-bashi, datant de 1929. Il remplace le pont construit en 1875 ;
- le Ryōgoku-bashi, datant de 1932, il remplace le pont construit en 1659. Ce pont a été immortalisé maintes fois par Hiroshige et Hokusai ;
- le Shin Ohashi-bashi, datant de 1976. Il remplace le pont construit en 1693. Il était proche du pont de Ryōgoku (Ryōgoku-bashi), qui s’appelait alors « Ohashi[1] » ;
- le Kyosu-bashi, datant de 1938. Le pont relie le quartier de Kyosu (rive est) à celui de Nihonbashi-Nakasu (rive ouest) ;

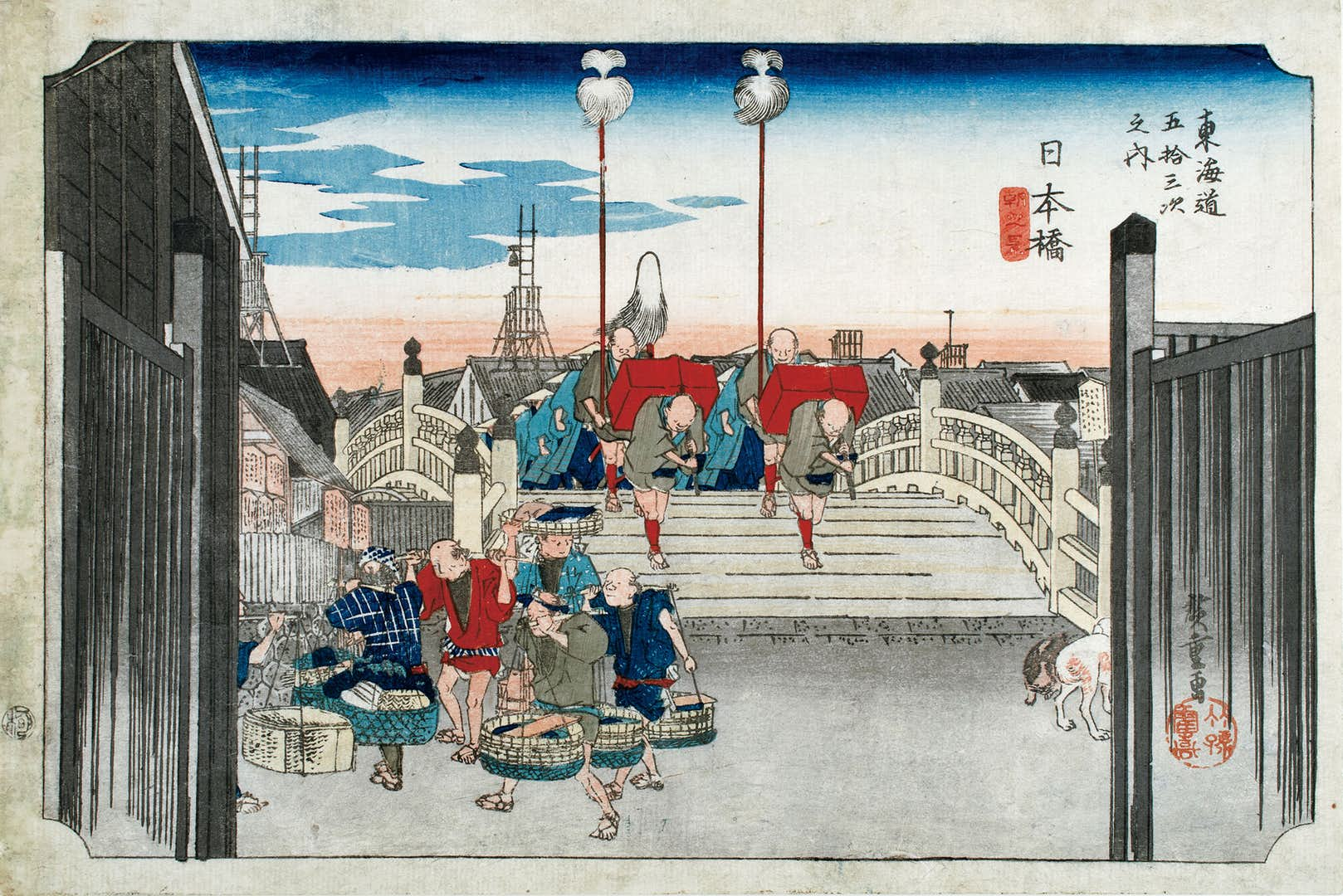
Hiroshige, Le Pont Nihonbashi à l'aube.

- le Nihonbashi, datant du XVIIe siècle, situé plus précisément sur un affluent de la Sumida-gawa : la Nihonbashi-gawa. C'était le pont où deux des cinq routes d'Edo, le Nakasendō et le Tōkaidō, aboutissaient à l'époque d'Edo.Ce pont apparait également chez Hokusai et Hiroshige ;
- l'Eitai-bashi datant de 1924. Il remplace le pont construit en 1696[1] ;
- le Chuo Ohashi-bashi, datant de 1994, est le pont le plus récent de la Sumida. Une statue offerte par la mairie de Paris à l'agglomération de Tokyo pour célébrer l'amitié entre les deux villes est installée à l'extérieur du pied nord. Son inauguration se fit en présence de monsieur Jacques Chirac, alors Maire de Paris ;
- le Tsukuda Ohashi-bashi, datant de 1953. Il est le premier pont construit après la Seconde Guerre mondiale ;
- le Kachidoki Ohashi-bashi, construit en 1940 pour la commémoration de la victoire de l’armée japonaise à Lushun lors de la guerre russo-japonaise (1905). Il est le seul pont à bascule de la Sumida mais ne s’ouvre plus depuis 1970.

## Culture
Le fleuve Sumida a donné son nom à une pièce de nô très célèbre, Le Fleuve Sumida (transformée en Curlew River par Benjamin Britten en 1964).
La pièce de kabuki Sumidagawa gonichi no omokage est peut-être plus connue sous le nom de Hokaibo, du nom du personnage principal. Écrite et mise en scène en 1784 par Nakawa Shimesuke, la pièce est toujours à l'affiche au Japon. En 2007, ce drame classique du kabuki est présenté à New York avec Nakamura Kansaburo XVIII et sa troupe, Heisei Nakamura-za.

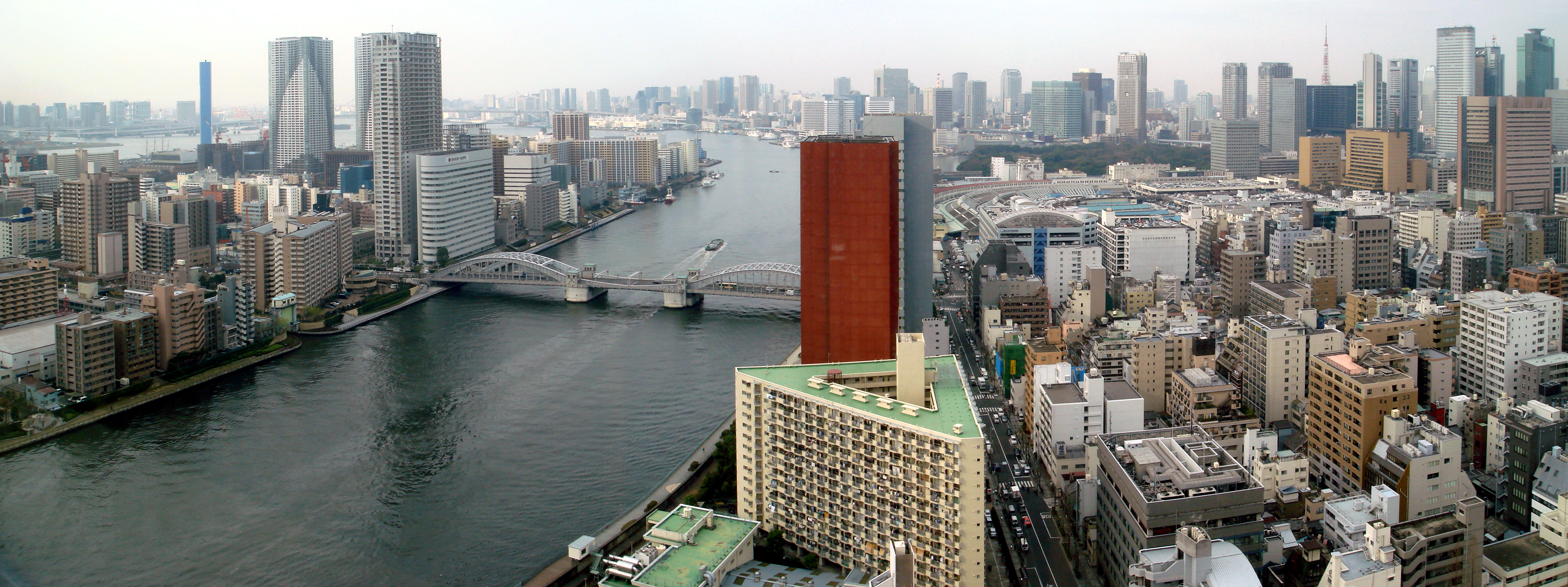